# 엑살리보사우루스

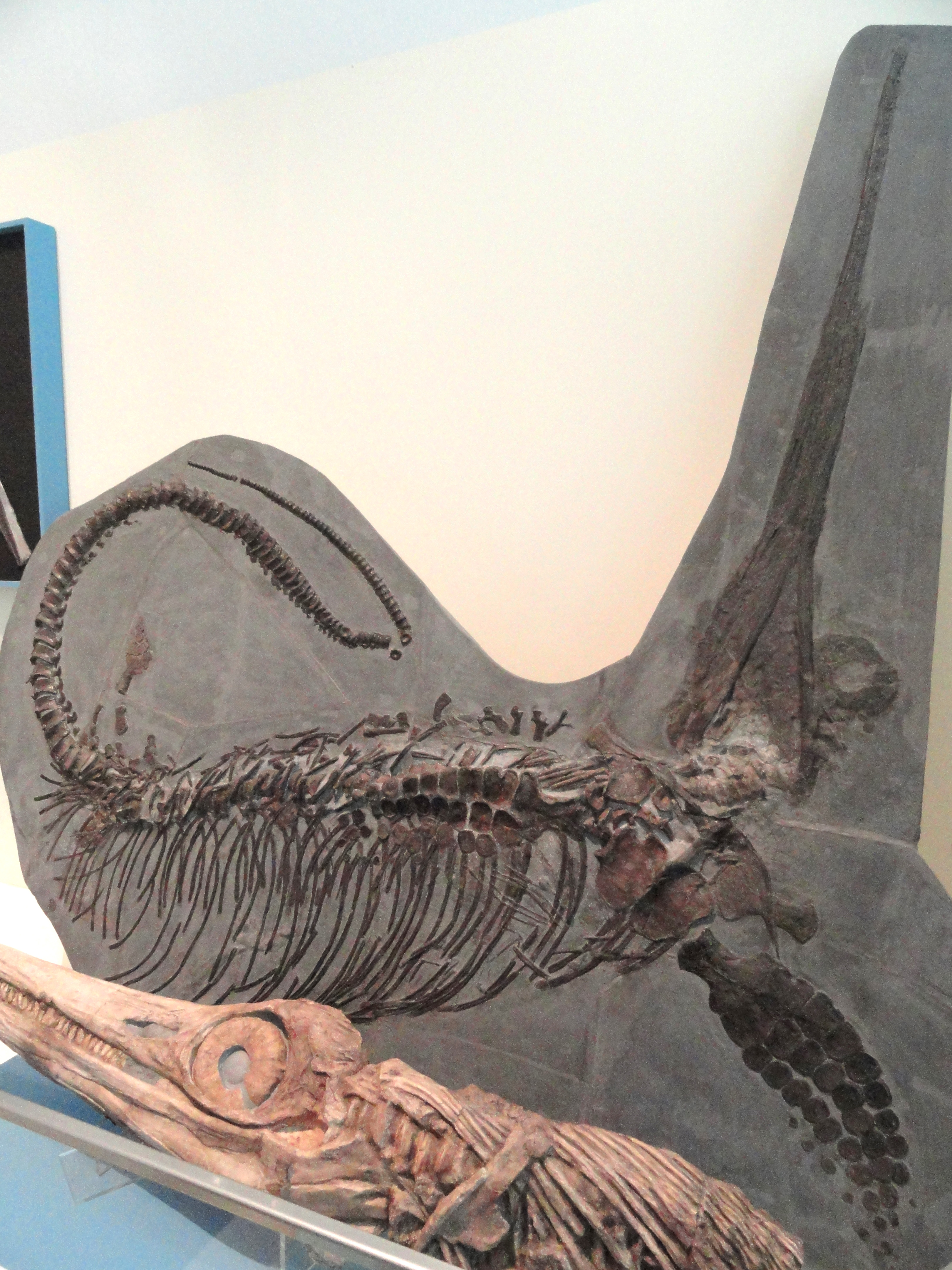

엑살리보사우루스(학명:Excalibosaurus costini)는 어룡목 메리아모사우루스과에 속하는 어룡이다. 지금은 멸종된 종으로서 전체적인 몸길이가 최대 6~6.5m인 거대한 어룡에 속한다.

## 특징
엑살리보사우루스는 상대적으로 드문 동물 두개의 해골에서 알려져 있다. 1984년에 서머셋 해안의 해변 근처에서 발견된 홀로타입은 두개골, 앞핀, 가슴 거들의 일부와 척추와 갈비뼈로 이루어져 있다. 1986년에 크리스토퍼 맥고완에 의해 묘사되었다. 이 화석은 브리스톨 시립 박물관과 미술관에서 주최된다. 두 번째 표본은 1996년에 같은 지역에서 채취한 거의 완전한 뼈대로 왕립 온타리오 박물관이 구입했다. 그것은 2003년에 맥고완에 의해 다시 설명되었다. 엑살리보사우루스는 영국의 라에티아누스(Late Triaghi)에서 시네무리아(Early Jurassi)에 이르는 익룡의 두 종류와 독일의 토아르시앙(Early Jurassi)에 속하는 유로노사우루스(Eurhinosaurus)와 관련이 있다. 세 개의 제네라는 렙토네테과와 하위주문인 유로노사우루시아과에 분류된다. 한때 엑살리보사우루스가 유로노사우루스의 주니어 동의어라고 생각되었지만 1996년에 시료의 묘사는 몸의 가느다란 형태인 앞다리의 모양(엑살리보사우루스에서는 훨씬 더 짧고 넓은 형태)과 같은 많은 형태학적 차이를 보여 두 세대를 분명하게 구별해 준다. 1996년에 발견된 표본의 추정 몸 길이는 1.54m의 두개골과 함께 7m이다. 홀로타입 표본은 두개골 길이 0.785m, 추정 몸길이가 4m로 훨씬 작아 소년임을 알 수 있었다. 또한 다른 어룡에 비해 등지느러미는 상대적으로 작았으며 주둥이가 다른 어룡들에 비해 더욱 튀어나와 있다. 또한 생존했을 당시에는 몸에 푸른색과 하얀 반점이 나 있던 어룡으로 추정된다. 양턱에는 총 15~25개의 톱니 모양에 삼각형의 모습을 가진 이빨들이 줄지어 나 있다. 분류학적으로 보면 엑살리보사우루스(Excalibosus, "Excalibur's 도마뱀"이라는 뜻이다.)는 현재 영국에서 초기 쥐라기 시대의 시네무리아기(약 196.5±2Ma ~ 189.6±1.5Ma (백만년 전) 동안 생존했었던 해양 선사 파충류(이치토사우루스속을 가르킨다.)의 단형 속이다. 아래턱이 위턱 길이의 4분의 3 정도 길이로 동물에게 황새치 같은 느낌을 주는 등 로스트룸이 극도로 길쭉해진 것이 특징이다. 유일하게 알려진 종은 엑살리보사우루스 코스티니이다. 먹이로는 당대에 서식했던 물고기, 두족류, 갑각류를 주로 잡아먹었을 육식성의 포식자로 추정되는 종이다.

## 생존시기와 서식지와 화석의 발견
엑살리보사우루스가 생존했던 시기는 중생대의 쥐라기 초기로서 지금으로부터 2억년전~1억 8000만년전에 생존했던 종이다. 생존했던 시기에는 유럽을 중심으로 하는 동북부 대서양과 북극해에서 주로 서식했던 종이다. 화석의 발견은 1984년에 유럽의 쥐라기에 형성된 지층에서 영국의 고생물학자인 크리스토퍼 맥고완에 의해 처음으로 발견되었으며 이후인 1986년에 현재의 이름으로 명칭되어 새롭게 등재된 종이다.

## 같이 보기
- 파충류
- 중생대
- 쥐라기
- 어룡
- 화석